# Alameda de San Antón
La Alameda de San Antón es una importante alameda, jardín público o avenida de la ciudad española de Cartagena (Región de Murcia). Discurre entre los barrios del Ensanche-Almarjal y San Antonio Abad, y es una de las principales arterias de la ciudad.

## Historia
Una parte del terreno donde se asienta la Alameda se encontraba en época romana sumergido bajo el mar y fuera del espacio urbano de Carthago Nova, lo que no impidió que en la parte más ribereña se levantara una estructura que podría ser un acueducto, descubierta durante las excavaciones previas a la construcción de un aparcamiento en 1993.
La Alameda de San Antón propiamente dicha surgió tras la Real cédula del 15 de enero de 1591, por la que se mandaba que se hicieran plantaciones de árboles para que su madera fuera aprovechada por el reino. El Concejo cartagenero ordenó entonces que se plantasen álamos y olmos en todas las salidas y caminos de la población, que llevaban a Lorca, Murcia y al entonces arrabal de San Antonio Abad. Para su conservación se promulgó un bando por el que se prohibía dañar dichos árboles bajo pena de servir seis años como galeote y una multa de tres mil maravedís. Con tan severas órdenes, los árboles se desarrollaron en todo su esplendor, lo que hizo que la entrada a Cartagena se convirtiera en una frondosa alameda que llamaba la atención de los forasteros.
En el año 1785, el Ayuntamiento contaba con 271 álamos blancos y 71 negros en el camino a San Antonio Abad, 171 álamos en el de Fuente Cubas, y 251 en el de Los Dolores. Todos ellos fueron talados con urgencia en 1810, por miedo a que la ciudad fuera asediada por el general francés Sebastiani durante la Guerra de la Independencia Española. Posteriormente, se realizaron nuevas plantaciones de álamos blancos en 1814 y 1866.

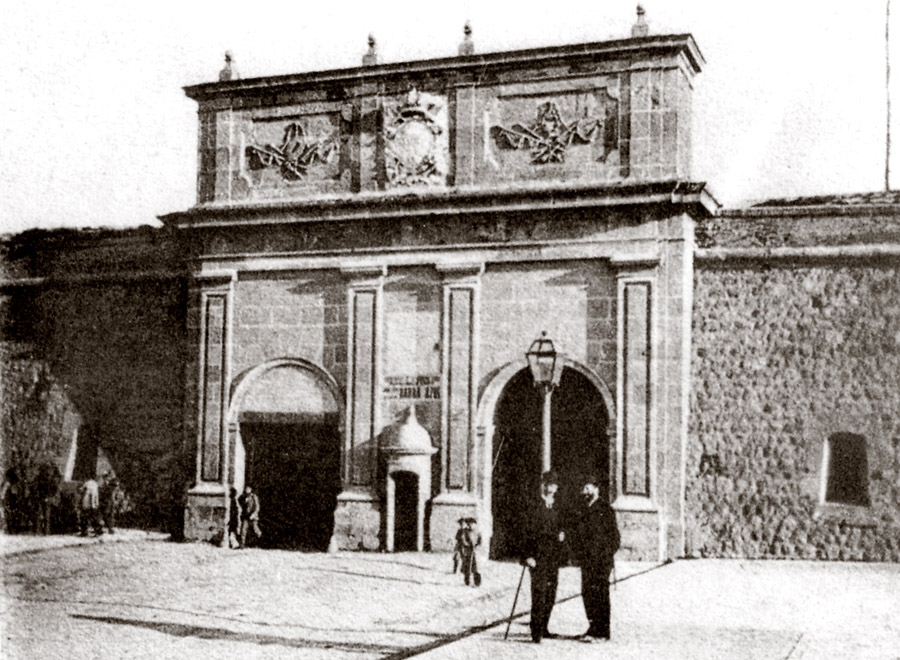
La antigua Puerta de Madrid, hacia 1902.

La Alameda fue reformada en muchas ocasiones, las más importantes en 1787 y 1868. En la primera el ingeniero Sebastián Feringán la dotó de una plaza ovalada con doble hilera de árboles, y en la segunda se construyó en la mitad de ella un hipódromo y se instalaron bancos de tabaire, la variedad local de arenisca extraída de las canteras cercanas.
En 1880, varios ganaderos pidieron al Ayuntamiento la creación de un mercado semanal para toda clase de ganados, y la corporación municipal, reconociendo la conveniencia y utilidad pública de tal petición, accedió y creó el mercado en el terreno paralelo a la cortina de la Muralla de Tierra comprendida entre la Puerta de Madrid y la de San José. El 5 de enero de 1881 se celebró el primer mercado.
En 1920, el escritor e historiador Antonio Puig Campillo propuso que se cambiase el nombre de la Alameda a «Paseo de Fernando Garrido», acordándose así en sesión municipal del 30 de abril del mismo año. Sin embargo, el nombre perduró sólo hasta 1930. Más recientemente, en 1970 se añadió al final de la avenida un gran escudo de Cartagena y, llegada la democracia, durante la alcaldía de Antonio Vallejo Alberola ésta fue remodelada y se retiraron los eucaliptos que habían plantados, con la oposición de los ecologistas.

## Edificios notables

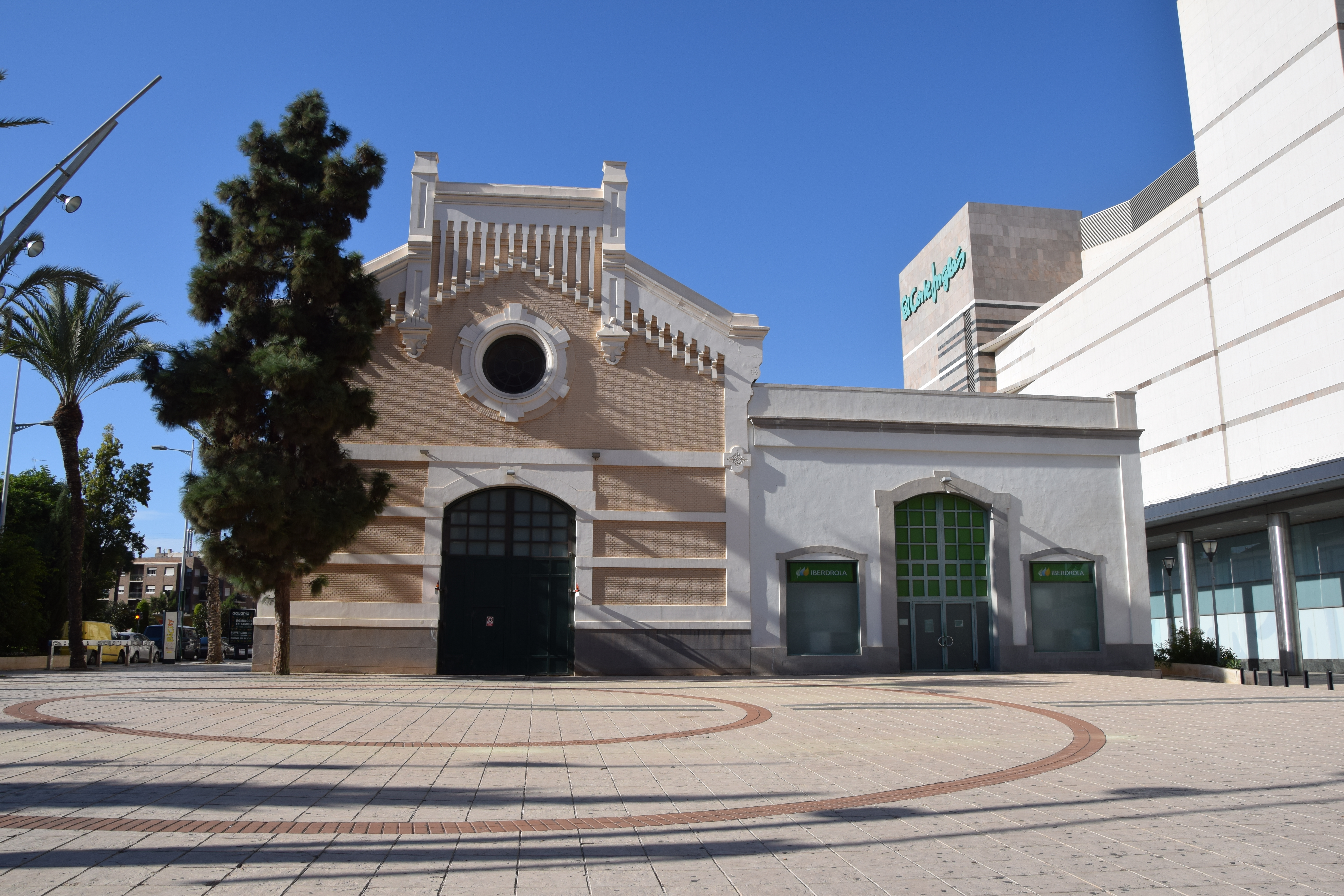
La Fábrica de la Luz.

La Alameda de San Antón comenzó a ser urbanizada con la puesta en práctica del Proyecto de Ensanche, Reforma y Saneamiento de Cartagena de 1896, por lo tanto los edificios destacados pertenecen al movimiento artístico predominante de la época, el modernismo.
Empezando desde la plaza de España en dirección norte nos encontramos la Casa Zapata, obra del famoso arquitecto Víctor Beltrí (1910). Más adelante se sitúa el antiguo Hospital de la Cruz Roja, de Pedro Cerdán (1921), y por último la Fábrica de Fluido Eléctrico Hispania, conocida popularmente como la Fábrica de la Luz y diseñada por el cartagenero Francisco de Paula de Oliver Rolandi (1900), que además tiene el interés de ser el primer edificio del Ensanche.
Entre las edificaciones que no se han mantenido con el paso del tiempo está la anteriormente citado hipódromo, una plaza de toros, la Fábrica de Cerillas y los centros de enseñanzas de la Escuela de Mina –entre 1965 y 1972– y la Escuela Superior de Industria –entre 1918 y 1965–. Por otra parte, la historia del fútbol en Cartagena hunde sus raíces en la Alameda, ya que en ella se ubicaron los campos de Operaciones y de Los Mayores, activos durante las primeras dos décadas del siglo XX.